# .fo
.fo為丹麥海外領地法羅群島國家及地區頂級域（ccTLD）的域名，於1993年5月14日啟用。1997年6月之前，.fo域名由丹麦大学网络组织UNI-C运营。随后，Tele2 DK收購了UNI-C，.fo則繼續由Tele2 DK負責運營。

## 外部連結
- IANA .fo whois information（页面存档备份，存于）
- .fo domain registration website（页面存档备份，存于）